# Feldflieger-Abteilung 39
Feldflieger-Abteilung Nr. 39 – FFA 39 (Polowy oddział lotniczy nr 39) – jednostka obserwacyjna i rozpoznawcza lotnictwa niemieckiego Luftstreitkräfte z początkowego okresu I wojny światowej.

## Informacje ogólne
Jednostka została utworzona w drugim miesiącu I wojny światowej, w dniu 29 września 1914 roku we Fliegerersatz Abteilung Nr. 3 i w listopadzie weszła w skład większej jednostki 1 Kompanii Batalionu Lotniczego nr 3 przydzielonej do Fliegerersatz Abteilung Nr. 2. Jednostka uczestniczyła w walkach na froncie zachodnim.
15 stycznia 1917 roku jednostka została przeformowana i zmieniona we Fliegerabteilung 268 (Artillerie) – (FA A 268).
W jednostce służyli m.in. Karl Bohnenkamp.

## Dowódcy eskadry
| Stopień | Nazwisko                      | Okres          |
| ------- | ----------------------------- | -------------- |
| kapitan | Albert Mühlig-Hoffmann        | 1914           |
|         | Werner Freiherr von Beschwitz | 31 maja 1916 – |